# Сноумас Вилидж
Сноумас Вилидж (на английски: Snowmass Village) е град в окръг Питкин, щата Колорадо, САЩ. Сноумас Вилидж е с население от 1822 жители (2000) и обща площ от 66,2 km². Намира се на 2502 m надморска височина. ЗИП кодът му е 81615, а телефонният му код е 970.